# Швепп, Якоб
Иоганн Якоб Швепп (правильнее Швеппе) (нем. Johann Jacob Schweppe; 16 марта 1740, Витценхаузен, княжество Гессен-Кассель, Германия — 18 ноября 1821, Женева, Швейцария) — германский изобретатель-любитель и предприниматель, часовщик и ювелир. Основатель компании J. Schweppes & Со и торговой марки прохладительных напитков Schweppes.

## Биография
Иоганн Якоб Швепп (Johann Jacob Schweppe) родился 16 марта 1740 года в германском городе Витценхаузене (ныне — центральногерманская земля Гессен) и предположительно был немцем по происхождению.
Швепп начинал бизнес как владелец небольшой ювелирной лавочки в Женеве, куда переехал в 1765 году. Он занимался ювелирным делом и часовым, но был также изобретателем-любителем и с молодых лет мечтал создать безалкогольное шампанское, с пузырьками, но без содержания спирта.
Около двадцати лет Швепп экспериментировал над созданием промышленной установки для изготовления минеральной воды, искусственно насыщенной углекислым газом. Создать такую установку ему успешно удалось в 1783 году, усовершенствовав сатуратор, изобретённый в 1770 году шведским химиком Торберном Улафом Бергманом.
В том же 1783 году Швепп и его бизнес-партнёр Диссен Ворганг запатентовали в Швейцарии газировку как лечебное средство и начали её продажу на территории Швейцарии.
В 1790 году Швепп вместе с партнёрами по бизнесу основал в Женеве фабрику по производству газированной воды и 6 октября продемонстрировал процесс её производства для широкой общественности. Однако уже в 1792 году Швепп перенес своё производство в Англию, поняв, что там спрос на его продукцию будет больше. В 1792 году он с компаньонами основал завод на улице Друри-Лэйн в лондонском Ковент-Гардене; но бизнес рухнул из-за разразившегося кризиса 1795 года.
Вскоре после этого Швепп вернулся в Женеву, где и умер в 1821 году, а благодаря промоции (пропаганде) швеппсовского напитка Эразмом Дарвином напиток стал очень популярным в Англии, его даже использовали при лечении малярии в Британской Индии.

## Schweppes
В 1783 Якоб Швепп основал компанию Schweppes, ныне торговая марка принадлежит Dr Pepper Snapple Group.
В 1798 году компания Якоба Швеппа впервые использовала слово «Содовая» в рекламе своей продукции.
В 1835 году на рынке был представлен Schweppe’s Lemonade — первый в мире сладкий газированный напиток.

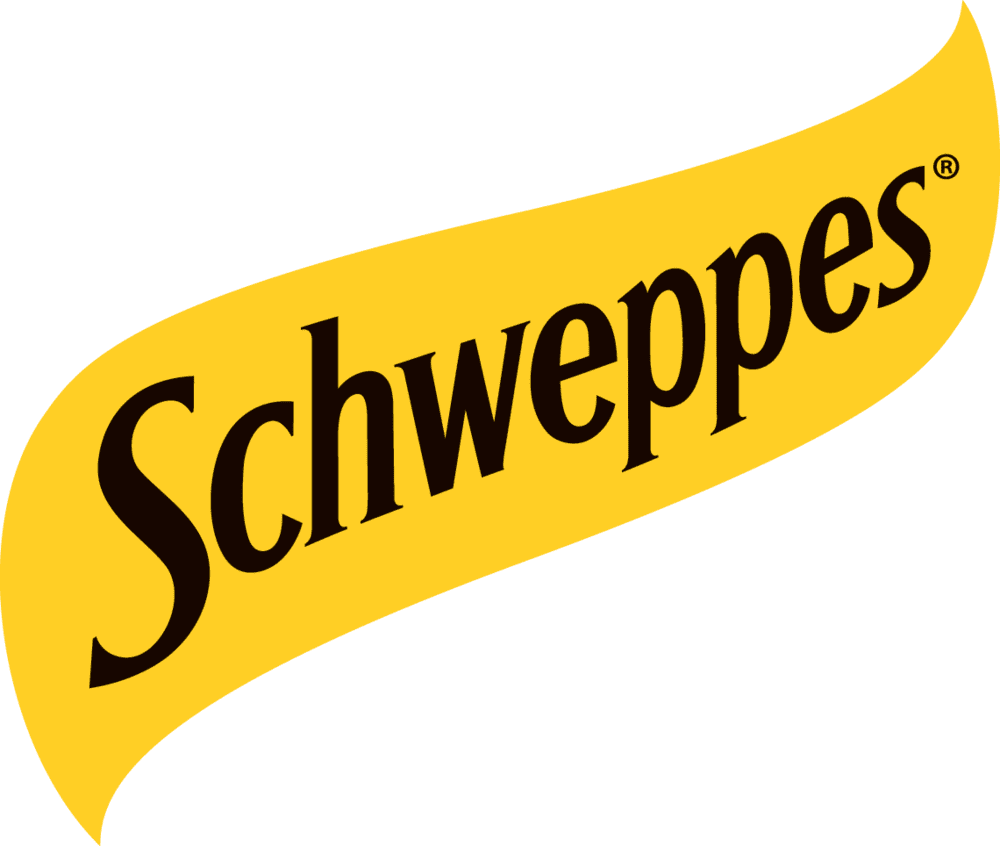
Логотип Schweppes

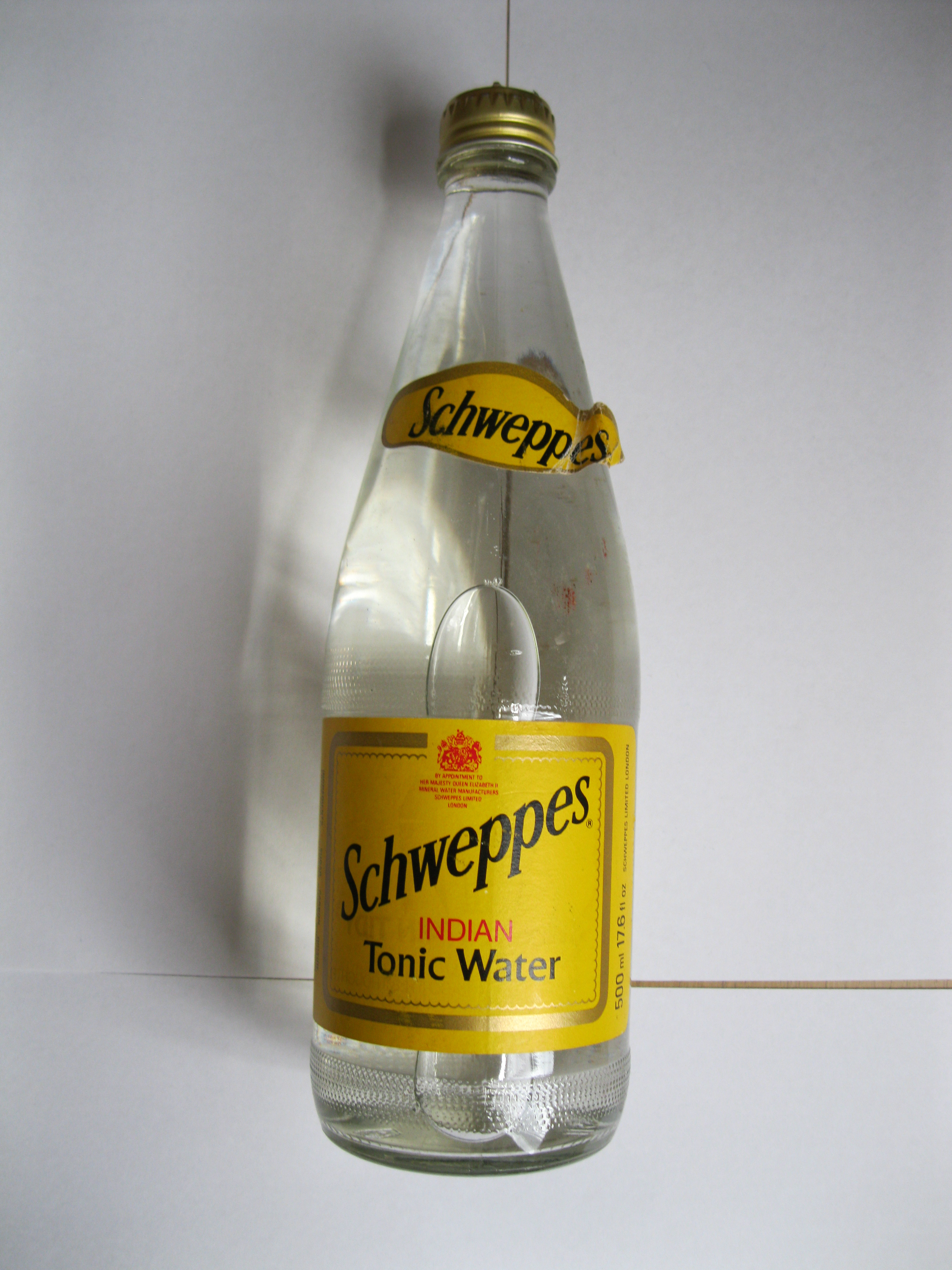
Бутылка старого Schweppes Indian Tonic

В 1851 году компании J. Schweppe & Co было поручено обеспечение напитками Большой Лондонской Выставки. В ознаменование этого события в центре выставки был сооружен большой фонтан, наполненный водой Schweppes Malvern Water. До сегодняшнего дня фонтан остается частью логотипа Schweppes.
В 1870 году ассортимент продукции компании пополнили тоник Schweppes Tonic Water и имбирный эль Ginger Ale.
В 1877 году компания открыла свой первый завод в Сиднее, Австралия. Семь лет спустя ещё один завод открылся в Бруклине, Нью-Йорк.
В 1897 году компания была преобразована в открытое акционерное общество и стала называться Schweppes Ltd.
В 1969 году Schweppes слился с другим крупным производителем Cadbury в единый концерн Cadbury Schweppes plc.
В 1999 году компания The Coca-Cola Company выкупила торговые марки Schweppes, Dr Pepper, Canada Dry и Crush для производства в России и ряде других[каких?] стран. В США Schweppes производится Dr Pepper Snapple Group.
По состоянию на 2021 год в России продается 7 вкусов Schweppes:
- Schweppes Индиан Тоник
- Schweppes Биттер Лемон
- Schweppes Мохито
- Schweppes Дерзкий Гранат
- Schweppes Spritz Aperitivo
- Schweppes Английский Тоник
- Schweppes Russchian Original

По данным на 2021 год, Schweppes продаётся на российском рынке в следующих упаковках:
ПЭТ-бутылка: 0,9 л
Алюминиевая банка: 0,33 л
Стеклянная бутылка: 0,25 л

## Schweppes после смерти Якоба Швеппа
Признание к Швеппу пришло после его смерти. В 1831 году, согласно привилегии короля Вильгельма IV, созданная предпринимателем Швеппом и его бизнес-партнёрами компания J. Schweppes & Со стала поставщиком газированных напитков к королевскому двору Великобритании. Привилегия официального поставщика королевского двора была подтверждена и преемницей Вильгельма IV, королевой Викторией, в 1837 году.
В 1834 году J. Schweppes & Со была выкуплена у наследников Швеппа англичанами Джоном Кемпом-Велчем и Уильямом Ивиллом, но сохранила в названии имя своего создателя-основателя Иоганна Швеппа и основанной им торговой марки.